# We demain
We Demain est une revue française trimestrielle, dont l'objectif est de « décrypter le changement d'époque ». Outre une version papier, un site web offre du contenu en ligne à une communauté active d'internautes engagés dans la transition écologique, parfois en coopération avec Usbek & Rica, qui est aussi publié dans un modèle de type Mook (contraction des mots magazine et book).

## Histoire
We Demain est une revue trimestrielle créée en 2012 par François Siegel et Jean-Dominique Siegel (groupe GS Presse). 
Elle propose des articles, enquêtes et reportages sur des sujets variés tels que l'agriculture biologique, les énergies renouvelables, l'économie circulaire, la mobilité douce, la consommation responsable, l'économie collaborative, les innovations technologiques (big data, transhumanisme... à l'instar du magazine américain Wired) et environnementales, avec une approche prospective, qui tente de discerner les évolutions en cours des sociétés, avec des projections par exemple sur une décennie à venir.
Elle donne également la parole à des experts, des acteurs du changement et des personnalités inspirantes pour partager leur vision et leur expérience, comme par exemple l'économiste Daniel Cohen, la navigatrice et entrepreneuse sociale Ellen MacArthur, ou l'écrivain Kamel Daoud.
En plus de la version papier, We Demain propose également un site web qui offre du contenu en ligne et une communauté active d'internautes engagés dans la transition écologique. La revue organise également des événements et des rencontres pour favoriser les échanges et les initiatives pour un monde plus durable. Ainsi, en septembre 2017, elle a organisé son premier forum We Demain, sur le thème de la sécurité et de la résilience.
Vendue en kiosque et librairie, elle se vend à 20 000 exemplaires en moyenne et contient très peu de publicité traditionnelle, cherchant plutôt à s'associer avec des partenaires compatibles avec l'esprit de la revue, comme la société Eco-Emballages.